# Рубцово (Наро-Фоминский район)
Рубцово — деревня в Наро-Фоминском районе Московской области, входит в состав сельского поселения Веселёвское. До 2006 года Рубцово входило в состав Шустиковского сельского округа. Население — 20 чел. (2010).

## География
Деревня расположена в юго-западной части района, на реке Рути (приток Протвы), примерно в 16 км к юго-западу от города Вереи, у границы с Можайским районом, высота центра над уровнем моря 207 м. Ближайшие населённые пункты — Шустиково в 0,5 км на северо-восток и Крюково в 1 км на северо-запад.

## Население
| 2002 | 2006 | 2010 |
| ---- | ---- | ---- |
| 28   | ↘16  | ↗20  |